# فيرا ساوثجيت
فيرا ساوثجيت (10 مارس 1916 - 23 مارس 1995) معلمة بريطانية تربوية كرست نفسها لتحسين تعليم الأطفال قراءة اللغة الإنجليزية منذ أواخر الخمسينيات حتى منتصف الثمانينيات، وهي فترة مهمة لبدء استخدام العديد من الأساليب المختلفة، بما في ذلك تدريس الأبجدية التعليمية الأولية والصوتيات واللغة بأكملها.
كانت فيرا ساوثجيت مؤلفة غزيرة الإنتاج للأوراق الأكاديمية، وطوّرت اختبارات ساوثجيت للقراءة. قيّمت الأبجدية التعليمية الأولية نيابة عن الحكومة البريطانية. كان مشروعها البحثي الرئيسي الأخير عبارة عن دراسة مدتها خمس سنوات تهدف إلى تحسين مهارات القراءة للأطفال الأكبر سنًا. وفاز كتابها «بداية القراءة الممتدة» بجائزة كتاب العام من اتحاد القراءة في المملكة المتحدة.
كتبت فيرا ساوثجيت أكثر من خمسين كتابًا تمهيديًا وكتابًا للقراءة، غالبًا ما تضمنت مواضيعها مخططات القراءة الأساسية. قدمت هذه الكتب نهجًا منظمًا تدريجيًا لتعليم الأطفال القراءة. اكتسبت اعترافًا واسع النطاق بسلسلة «الحكايات المحببة»، وهي سلسلة كتب قراءة متدرجة عن دعسوقة، وبيع منها 80 مليون نسخة ولكنها وصلت إلى جمهور أكبر بكثير من خلال المدارس والمكتبات.
بفضل مساهماتها، عُينت فيرا ساوثجيت الرئيس السابع لجمعية القراءة في المملكة المتحدة وضُمّت بعد وفاتها إلى قاعة مشاهير الجمعية.

## الحياة الشخصية
ولدت فيرا بيج في 10 مارس 1916 في مقاطعة دورهام. مع أختها ماري، تدربت وأصبحت معلمة. في عام 1942، تزوجت من آرثر ساوثجيت وتركت التدريس لتصبح ربة منزل. توفي آرثر عام 1948، تاركًا فيرا أرملة عن عمر يناهز 32 عامًا. عادت إلى العمل وانتقلت إلى مانشستر، حيث التقت بدوغلاس توماس بوث. تزوجا في عام 1961، وأصبحت فيرا معروفة باسم فيرا ساوثجيت بوث. ومع ذلك، استمرت في النشر باسمها الأرملي وكانت معروفة للجمهور باسم السيدة فيرا ساوثجيت. لم يكن لدى فيرا أطفال، لكن كانت تربطها علاقة وثيقة بأختها وأبناء أخيها. غالبًا ما زارها أبناء أختها في منزل عطلاتها في لانبيدروج، حيث قرأت لهم من حكاية الدعسوقة من سلسلة الحكايات المحببة، التي أعادت سردها. في 1980-1981، تقاعدت فيرا إلى الساحل مع زوجها في سيدماوث في ديفون. بعد وفاة دوغلاس في عام 1986، عادت فيرا إلى مقاطعة دورهام لتبقى مع عائلتها الممتدة. توفيت في النهاية في 23 مارس 1995 في كونسيت، مقاطعة دورهام. 

## تعليمها
بعد تعليمها الأولي، تدربت فيرا ساوثجيت كمدرسة وبحلول عام 1939 تولت منصبًا تدريسيًا في سيهام، مقاطعة دورهام. منذ هذه البداية، واصلت فيرا التدريس في مدارس الأطفال، والمبتدئين، والثانويين، والمدارس الخاصة التي زودتها بخبرة واسعة في تعليم الأطفال. 
بعد أن أنشأت قاعدة من الخبرة التعليمية السليمة، عادت فيرا إلى تعزيز تعليمها من خلال الالتحاق بجامعة برمنغهام حيث درست في البداية للحصول على بكالوريوس التجارة (BCom) في الدراسات الاجتماعية ثم تابعت ذلك بدرجة الماجستير في الآداب (MA) في التعليم. حصلت فيرا أيضًا على دبلوم في علم النفس.
مكنتها هذه المؤهلات من أن تصبح رئيسة خدمة التعليم العلاجي التي عززت خبرتها وسمعتها مما سمح لها بالدخول إلى الأوساط الأكاديمية.